# Assisi - San Damiano. Coretto di Santa Chiara
Assisi - San Damiano. Coretto di Santa Chiara è un dipinto di Andrea Fossombrone. Eseguito verso il 1963, appartiene alle collezioni d'arte della Fondazione Cariplo.

## Descrizione
L'opera, inserita nel solco della tradizione pittorica ottocentesca, sia quanto a gusto estetico quanto a soggetto, raffigura l'interno del cosiddetto «coretto di santa Chiara» (o «delle Clarisse») all'interno della chiesa di San Damiano nei pressi di Assisi.